# Endodothella dispar
Endodothella dispar är en svampart som först beskrevs av Syd. & P. Syd., och fick sitt nu gällande namn av Hans Sydow 1915. Endodothella dispar ingår i släktet Endodothella och familjen Phyllachoraceae.   Inga underarter finns listade i Catalogue of Life.